# Ed Brown

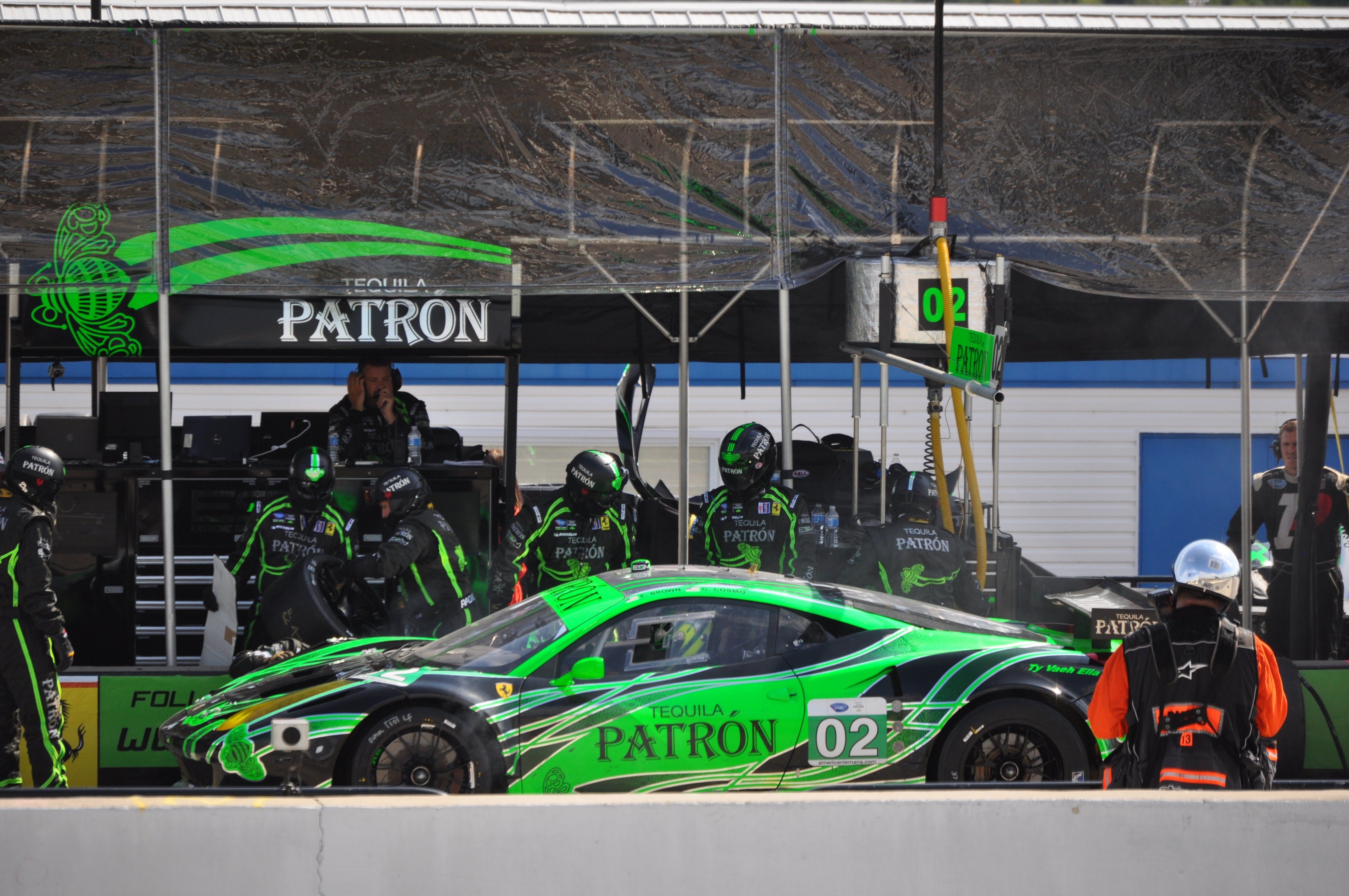
Der Ferrari 458 Italia von Guy Cosmo und Ed Brown beim Grand Prix of Mosport 2011

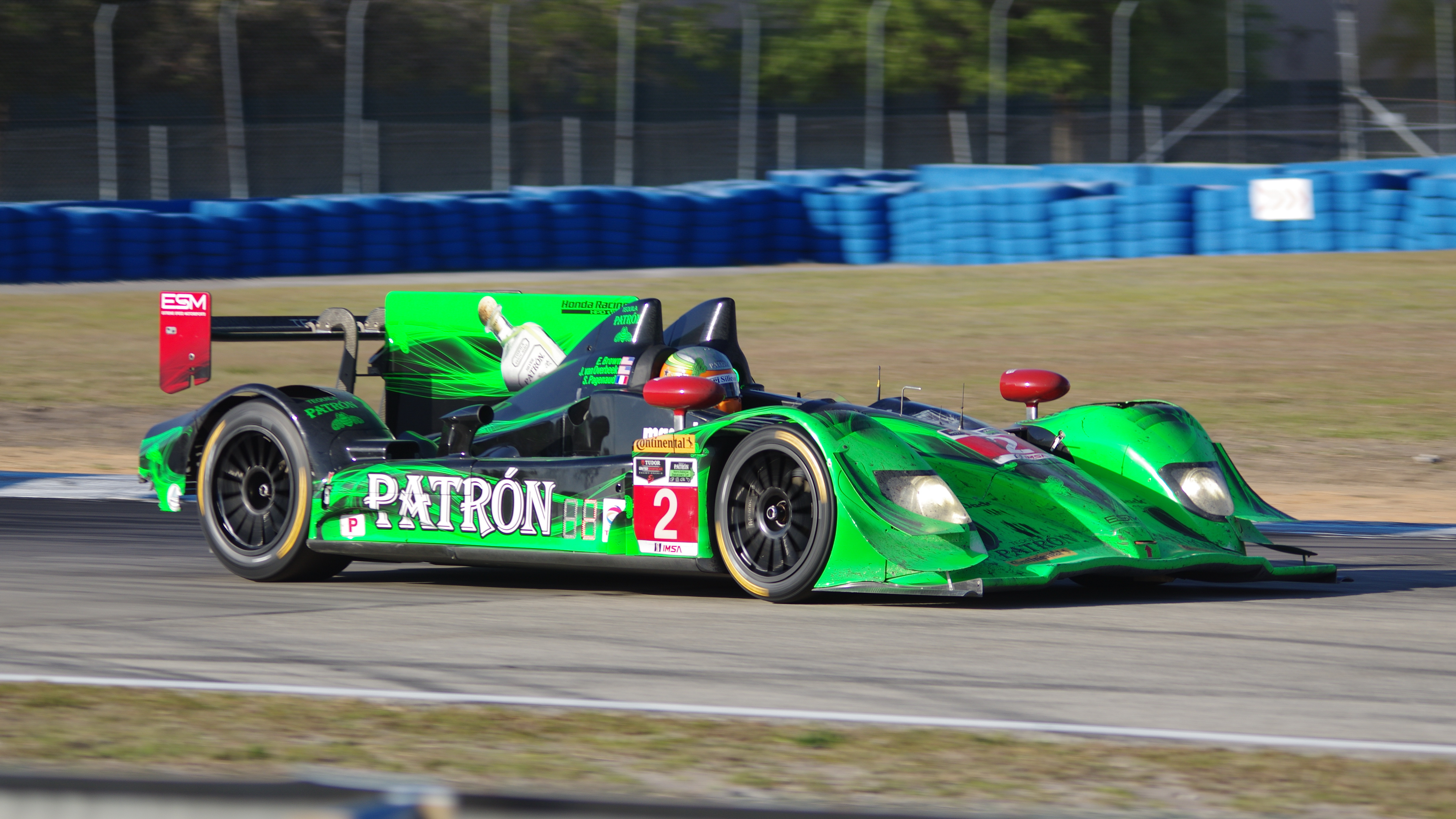
Der von Ed Brown beim 12-Stunden-Rennen von Sebring 2014 gefahrene HPD ARX-03b

Edward „Ed“ M. Brown (* 18. Januar 1963 in Denver, Colorado) ist ein US-amerikanischer Geschäftsmann und ehemaliger Automobilrennfahrer. Er ist der CEO der Spirituosenfirma The Patrón Spirits Company. 

## Karriere
Brown arbeitete längere Zeit im Vertrieb von Spirituosen. 2000 wurde Brown CEO der Spirituosenfirma Patrón. In seiner Zeit als CEO gelang es ihm, die Tequila-Marke Patrón zu einer Premium-Spirituose aufzubauen.
2008 erfolgte Browns Debüt im professionellen Motorsport. Er trat in der IMSA Porsche GT3 Cup Challenge an und wurde mit Orbit Racing 25. der Fahrerwertung. 2009 verbesserte sich Brown im GT3-Cup, der in diesem Jahr von seiner Spirituosenfirma gesponsert wurde, auf den 16. Meisterschaftsplatz. Darüber hinaus debütierte er in der American Le Mans Series (ALMS) und wurde Fünfter der Challenge-Klasse.
2010 gründete Brown zusammen mit dem Rennfahrer Scott Sharp den Rennstall Extreme Speed Motorsports. Brown fuhr zusammen mit Guy Cosmo in der GT-Klasse der American Le Mans Series. Die beiden Fahrer erreichten den 13. Platz im Endklassement. 2011 blieb Brown in der American Le Mans Series und wurde mit wechselnden Teamkollegen 20. der GT-Wertung. Darüber hinaus nahm er für BGB Motorsports an einem Rennen der Continental Tire Sports Car Challenge teil. 2012 absolvierte Brown seine dritte ALMS-Saison für Extreme Speed Motorsports. Er schloss diese auf dem 15. Platz der GT-Wertung ab. Des Weiteren bestritt er je zwei Rennen in der Rolex Sports Car Series und der Ferrari Challenge North America.
2013 wechselte Brown in einen LMP2-Boliden von Extreme Speed Motorsports in der ALMS. Johannes van Overbeek war bei jedem Rennen sein Teamkollege. Das Duo wurde Siebter in der P2-Wertung. Außerdem ging Brown bei einem Rennen der Rolex Sports Car Series und bei drei Rennen der Cooper Tires Prototype Lites Championship an den Start. 2014 fusionierten die ALMS und die Rolex Sports Car Series zur United SportsCar Championship (USCC). Zusammen mit van Overbeek gewann Brown einmal die Prototype-Wertung. Am Saisonende belegten die beiden den achten Platz. Außerdem fuhr er ein Rennen in der IMSA Cooper Tires Prototype Lites. Ferner absolvierte Brown zwei Gaststarts in der FIA-Langstrecken-Weltmeisterschaft (WEC).
2015 stieg Extreme Sports Motorsports mit Brown auf Vollzeitbasis in die FIA-Langstrecken-Weltmeisterschaft ein. Jon Fogarty war bei jedem Rennen sein Teamkollege. Als dritter Fahrer kamen David Brabham und van Overbeek zum Einsatz. Im Rahmen der WEC debütierte Brown 2015 auch beim 24-Stunden-Rennen von Le Mans. Brown und Fogarty schlossen die Saison auf dem 21. Gesamtrang ab. Darüber hinaus ging Brown 2015 zu zwei USCC-Rennen an den Start.

## Statistik

### Karrierestationen
| - 2008: IMSA Porsche GT3 Cup Challenge (Platz 25) - 2009: IMSA Porsche GT3 Cup Challenge (Platz 16) - 2009: ALMS, Challenge (Platz 5) - 2010: ALMS, GT (Platz 13) - 2011: ALMS, GT (Platz 20) - 2011: Continental Tire Sports Car Challenge, GS (Platz 72) | - 2012: ALMS, GT (Platz 15) - 2012: Rolex Sports Car Series, GT (Platz 48) - 2012: Ferrari Challenge North America, 458 (Platz 15) - 2013: ALMS, P2 (Platz 7) - 2013: Rolex Sports Car Series, GT (Platz 56) - 2013: Cooper Tires Prototype Lites Championship, L1 (Platz 30) | - 2014: USCC, Prototype (Platz 8) - 2014: IMSA Cooper Tires Prototype Lites, L1 (Platz 29) - 2015: WEC (Platz 21) - 2015: USCC, Prototype (Platz 22) |

### Le-Mans-Ergebnisse
| Jahr | Team                      | Fahrzeug     | Teamkollege           | Teamkollege | Platzierung | Ausfallgrund |
| ---- | ------------------------- | ------------ | --------------------- | ----------- | ----------- | ------------ |
| 2015 | Extreme Speed Motorsports | Ligier JS P2 | Johannes van Overbeek | Jon Fogarty | Rang 15     |              |
| 2016 | Extreme Speed Motorsports | Ligier JS P2 | Johannes van Overbeek | Scott Sharp | Rang 16     |              |

### Sebring-Ergebnisse
| Jahr | Team                      | Fahrzeug           | Teamkollege           | Teamkollege     | Teamkollege        | Platzierung | Ausfallgrund |
| ---- | ------------------------- | ------------------ | --------------------- | --------------- | ------------------ | ----------- | ------------ |
| 2010 | Extreme Speed Motorsports | Ferrari F430 GTC   | Guy Cosmo             | João Barbosa    |                    | Rang 13     |              |
| 2011 | Extreme Speed Motorsports | Ferrari 458 Italia | Guy Cosmo             | Rob Bell        |                    | Ausfall     | Mechanik     |
| 2012 | Extreme Speed Motorsports | Ferrari 458 Italia | Jeff Segal            | Anthony Lazzaro |                    | Rang 26     |              |
| 2013 | Extreme Speed Motorsports | HPD ARX-03b        | Johannes van Overbeek | Anthony Lazzaro |                    | Rang 13     |              |
| 2014 | Extreme Speed Motorsports | HPD ARX-03b        | Johannes van Overbeek | Simon Pagenaud  |                    | Rang 5      |              |
| 2015 | Tequila Patron ESM        | HPD ARX-03b        | Johannes van Overbeek | Jon Fogarty     |                    | Ausfall     | Defekt       |
| 2016 | Tequila Patron ESM        | Ligier JS P2       | Johannes van Overbeek | Scott Sharp     | Luís Felipe Derani | Gesamtsieg  |              |
| 2017 | Tequila Patron ESM        | OnRoak Nissan DPi  | Johannes van Overbeek | Bruno Senna     | Brendon Hartley    | Ausfall     | Defekt       |

### Einzelergebnisse in der FIA-Langstrecken-Weltmeisterschaft
| Saison | Team                      | Rennwagen                | 1   | 2   | 3   | 4   | 5   | 6   | 7   | 8   | 9   |
| ------ | ------------------------- | ------------------------ | --- | --- | --- | --- | --- | --- | --- | --- | --- |
| 2012   | Extreme Speed Motorsports | Ferrari 458 Italia       | SEB | SPA | LEM | SIL | SAO | BAH | FUJ | SHA |     |
| 2012   | Extreme Speed Motorsports | Ferrari 458 Italia       | 26  |     |     |     |     |     |     |     |     |
| 2014   | Extreme Speed Motorsports | HPD ARX 03b              | SIL | SPA | LEM | AUS | FUJ | SHA | BAH | SAO |     |
| 2014   | Extreme Speed Motorsports | HPD ARX 03b              |     |     |     | 10  |     | 13  |     |     |     |
| 2015   | Extreme Speed Motorsports | HPD ARX 03b Ligier JS P2 | SIL | SPA | LEM | NÜR | AUS | FUJ | SHA | BAH |     |
| 2015   | Extreme Speed Motorsports | HPD ARX 03b Ligier JS P2 | 24  | 23  | 15  | 14  | DNF | 25  | 20  | 20  |     |
| 2016   | Extreme Speed Motorsports | Ligier JS P2             | SIL | SPA | LEM | NÜR | MEX | AUS | FUJ | SHA | BAH |
| 2016   | Extreme Speed Motorsports | Ligier JS P2             | 13  | 13  | 16  | 16  | 14  | 15  |     |     |     |